# Quadrantenanopsie

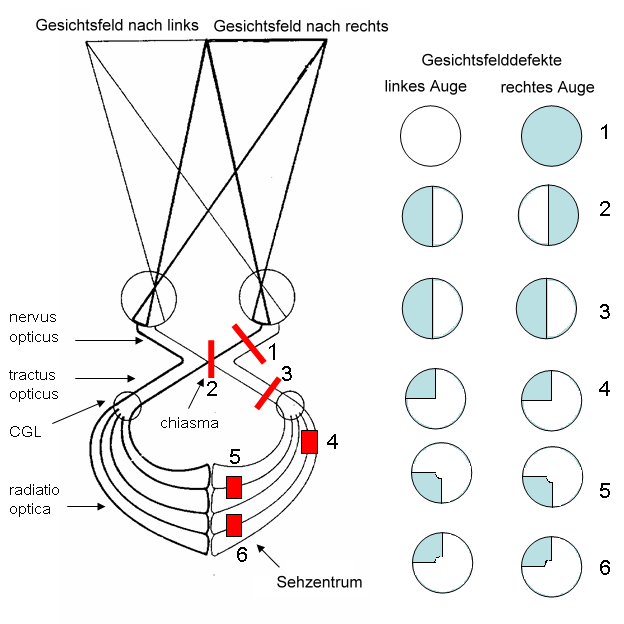
Lokalisation der Störung und daraus resultierender Quadrantenausfall (4, 5, 6)

Die Quadrantenanopsie ist eine besondere Form der Gesichtsfeldeinschränkung. Betroffene Patienten erleiden diese Form der Anopsie in der Regel nach einem Schlaganfall oder einem Unfall mit Schädel-Hirn-Trauma.
Bei dieser Form fehlt ein oberer oder unterer Bereich (meistens ein Viertel = Quadrant) des Gesichtsfeldes auf einem oder beiden Augen. Die Patienten erkennen beispielsweise ein Viertel eines Bildausschnitts nicht. Eine Quadrantenanopsie kann dabei mit oder ohne Zentralskotom vorkommen.
Es kann mit einer Läsion der Sehstrahlung assoziiert sein.
Wenn die Meyer’sche Schleife beschädigt ist, ist der Gesichtsfelddefekt oberhalb; wenn der parietale Weg beschädigt ist, ist der Ausfall unterhalb.